# Fundo Verde para o Clima
O Fundo Verde para o Clima (GCF) é uma iniciativa global de financiamento climático projetada para atender às necessidades de adaptação e mitigação das mudanças climáticas. Criado no âmbito da Convenção-Quadro das Nações Unidas sobre Mudança Climática (UNFCCC), o GCF é o maior fundo mundial voltado ao financiamento climático. Sua principal finalidade é apoiar os países em desenvolvimento em ações de mitigação e adaptação ao aquecimento global. Este fundo atua como uma entidade operacional do mecanismo financeiro da UNFCCC, com sede em Songdo, Incheon, Coreia do Sul, e é gerido por um conselho de 24 membros, apoiado por um Secretariado. Estabelecido na Conferência das Nações Unidas sobre Mudanças Climáticas de 2010, o fundo mobiliza e distribui recursos para criar e implementar programas, práticas e tecnologias sustentáveis e de baixa emissão de carbono, com foco em países em desenvolvimento.
Mafalda Duarte, economista de desenvolvimento portuguesa, é a Diretora Executiva do Fundo.
O Fundo Verde para o Clima apoia projetos e iniciativas em países em desenvolvimento por meio de janelas de financiamento temáticas. Destinado a ser o principal mecanismo de mobilização de financiamento climático no âmbito da UNFCCC, o Fundo Verde para o Clima se destaca entre cinco fundos climáticos multilaterais coordenados pela UNFCCC, sendo o maior deles. Além dele, existem outros quatro fundos menores que destinam recursos a essa finalidade: o Fundo de Adaptação (FA), o Fundo para os Países Menos Desenvolvidos (FMD), o Fundo Especial para as Alterações Climáticas (FCCL) e o Fundo Global para o Meio Ambiente (FAM).
Em dezembro de 2023, o Fundo Verde para o Clima possuía um portfólio de 13,5 bilhões de dólares (51,9 bilhões de dólares incluindo cofinanciamento).
Na conferência de fundação, as nações desenvolvidas prometeram destinar cerca de 100 bilhões de dólares anuais ao fundo até 2020, captados de fontes privadas e estatais, além de uma ajuda emergencial de 30 bilhões até 2012. No entanto, a implementação dessa meta encontrou desafios significativos, perdendo força e gerando frustrações. O fundo só entrou em operação em 2015, com um valor muito abaixo do esperado, de apenas 9,3 bilhões de dólares.
O fundo só começou a operar em 2015, com uma verba muito inferior à prometida, de apenas 9,3 bilhões. A gestão dos recursos tem a participação do Banco Mundial.
Em 2023, o Diretor Executivo anunciou um conjunto de reformas com o objetivo de tornar o Fundo mais eficiente e melhor posicionado para gerar um impacto maior. 
Suas principais áreas de atuação são:
- Mitigação:
  - Geração e acesso à energia
  - Transporte
  - Florestas e uso da terra
  - Construções, cidades, indústrias, instalações e equipamentos.

- Adaptação: 
  - Segurança hídrica, alimentar e de saúde
  - Subsistência de pessoas e comunidades
  - Ecossistemas e serviços ecossistêmicos
  - Infraestrutura e ambiente construído.

## História
Os países desenvolvidos, mais ricos e industrializados, são os principais responsáveis pela maioria das emissões de gases de efeito estufa. Como resultado, tem-se argumentado que esses países possuem a responsabilidade moral de arcar com a maior parte dos custos da mitigação climática em todo o mundo, incluindo os custos da transição dos países em desenvolvimento e subdesenvolvidos. Diversos grupos da sociedade civil determinaram que os Estados Unidos e a União Europeia deveriam ser responsáveis por pelo menos 54% dos custos da mitigação dos danos causados pelas catástrofes climáticas no Sul Global. Outros defendem que os países mais ricos devem financiar a transição dos países em desenvolvimento, pois esses países possuem uma capacidade maior de suportar o investimento substancial necessário para a transição urgente.
O Acordo de Copenhague, estabelecido durante a Conferência das Nações Unidas sobre Mudanças Climáticas (COP-15) de 2009, mencionou o "Fundo Verde para o Clima de Copenhague". O fundo foi formalmente criado na Conferência das Nações Unidas sobre as Alterações Climáticas de 2010, em Cancún, como parte da UNFCCC. Seu instrumento de governança foi adotado na COP 17 de 2011, em Durban, na África do Sul.

## Procedimentos
Durante a COP-16 em Cancún, a governança do Fundo Verde para o Clima foi atribuída ao recém-criado Conselho do Fundo, com o Banco Mundial escolhido como administrador temporário. Para desenvolver um projeto para o funcionamento do fundo, foi criado o "Comitê de Transição para o Fundo Verde para o Clima" em Cancún. O comitê se reuniu quatro vezes em 2011 e apresentou um relatório na COP-17 em Durban, África do Sul. Com base nesse relatório, a COP decidiu que o GCF se tornaria uma "entidade operacional do mecanismo financeiro" da UNFCCC, e que na COP-18, em 2012, as regras necessárias deveriam ser adotadas para garantir que o GCF fosse responsável e operasse sob a orientação da COP. De acordo com pesquisadores do Overseas Development Institute, sem esse acordo de última hora sobre a governança do fundo, a "COP Africana" teria sido considerada um fracasso.
Além disso, o Conselho do Fundo Verde para o Clima foi incumbido de desenvolver regras e procedimentos para a liberação dos fundos, assegurando que estes estivessem alinhados com os objetivos nacionais dos países onde os projetos e programas seriam implementados. O Conselho também ficou responsável por estabelecer um secretariado independente e um administrador permanente para o Fundo. 
O fundo mantém parcerias com 84 organizações, incluindo bancos comerciais e de desenvolvimento, agências estatais e grupos da sociedade civil, que lideram e implementam abordagens inovadoras para programas climáticos.
Existem outros fundos climáticos multilaterais (ou seja, governados por vários governos nacionais) importantes para o financiamento climático, sendo cinco deles coordenados pela UNFCCC em 2022: o Fundo Verde para o Clima (GCF), o Fundo de Adaptação (AF), o Fundo para os Países Menos Desenvolvidos (LDCF), o Fundo Especial para as Mudanças Climáticas (SCCF) e o Fundo para o Meio Ambiente Global (GEF). O Fundo Verde para o Clima é o maior desses cinco fundos.

## Fontes de financiamento

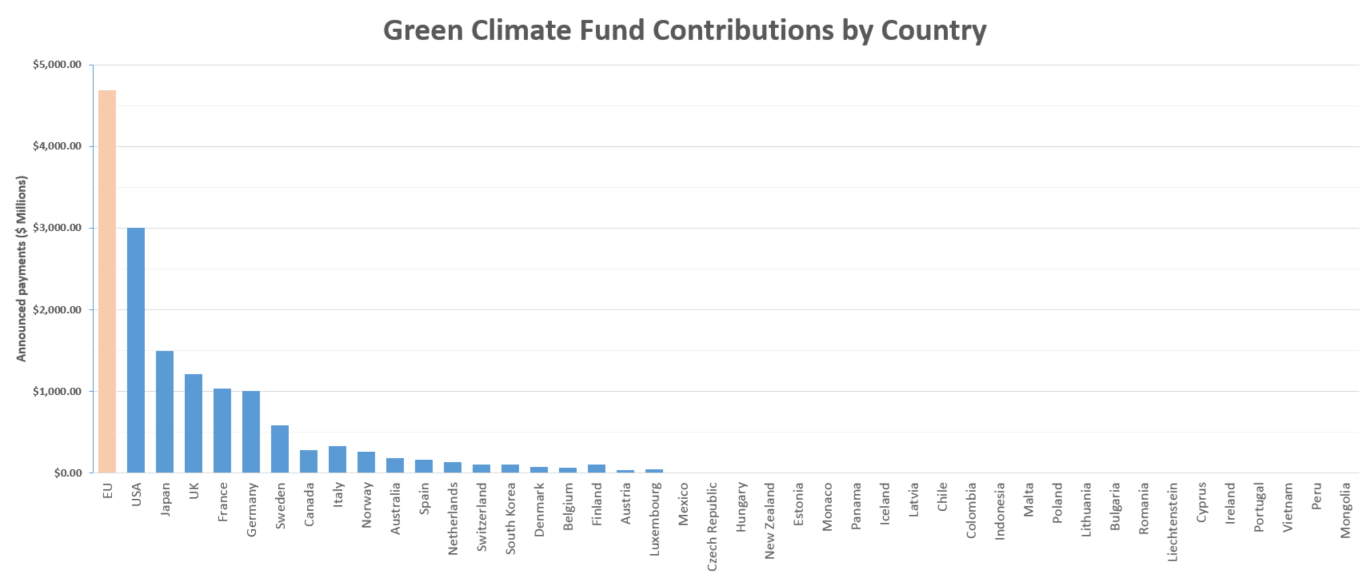
Contribuições do Acordo Climático de Paris por país (ou região no caso da União Europeia, que é a barra à esquerda)

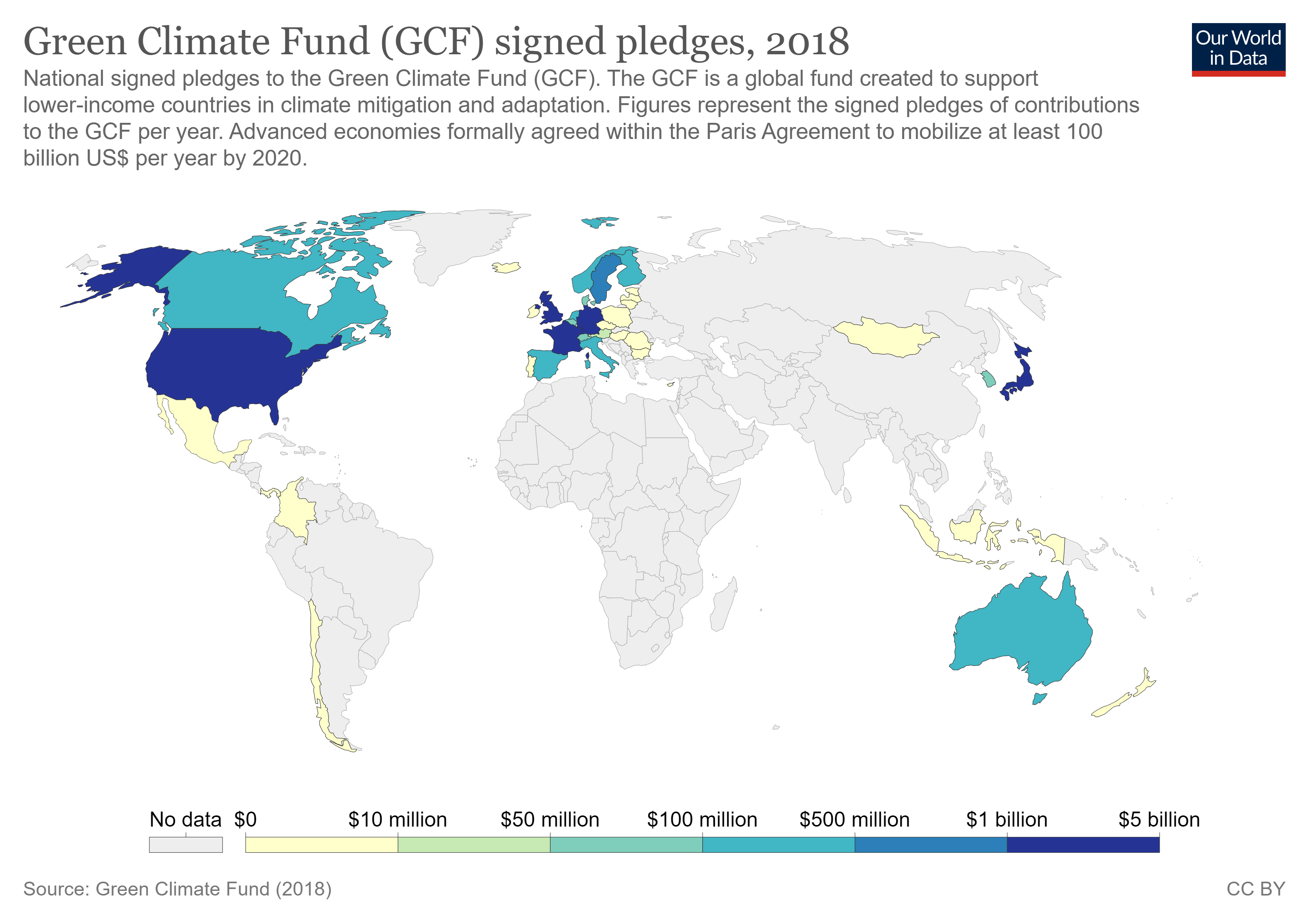
Mapa mundial para o Indicador 13 do Objetivo de Desenvolvimento Sustentável 13. A.1: Mobilização do Fundo Verde para o Clima de 100 mil milhões de dólares, 2018